# Jeff Locke
Jeffrey Alan Locke (né le 20 novembre 1987 à North Conway, New Hampshire, États-Unis) est un lanceur gaucher des Marlins de Miami de la Ligue majeure de baseball.

## Carrière
Jeff Locke est un choix de deuxième ronde des Braves d'Atlanta en 2006. Le 3 juin 2009, les Braves cèdent Locke, le lanceur droitier Charlie Morton et le voltigeur Gorkys Hernández aux Pirates de Pittsburgh en retour du voltigeur Nate McLouth.
Locke poursuit sa carrière en ligues mineures avec les clubs-école des Pirates jusqu'à ce qu'il atteigne le baseball majeur. Il joue son premier match avec Pittsburgh le 10 septembre 2011 alors qu'il est lanceur partant des Pirates face aux Marlins de la Floride. En quatre départs en fin de saison, il encaisse trois défaites. En 16 manches et deux tiers lancées, sa moyenne de points mérités est élevée (6,48).
Locke dispute 8 parties pour Pittsburgh en 2012, amorçant six rencontres et effectuant ses deux premières sorties en relève. Sa moyenne de points mérités s'élève à 5,50 en 34 manches et un tiers lancées. Après trois défaites en autant de décisions, il savoure à son dernier départ de l'année sa première victoire dans les majeures, le 1er octobre contre les Braves d'Atlanta.
Il amorce la saison 2013 dans la rotation de lanceurs partants des Pirates et connaît un excellent départ : alors que s'amorce la dernière semaine de juin, Locke compte six victoires pour une seule défaite et mène la Ligue nationale avec une moyenne de points mérités de 2,01 en 15 départs. À la mi-juillet, il est invité au match des étoiles. Mais la seconde moitié de la saison est beaucoup moins reluisante pour celui qui s'était présenté au match d'étoiles avec une moyenne de points mérités de 2,15 en 109 manches lancées : pour le reste de la saison, il accorde en moyenne 6,12 points mérités par partie. Des douleurs au dos qui lui avaient fait rater son dernier départ avant la pause de mi-saison l'ennuient le reste de l'année, et il termine 2013 avec 10 victoires, 7 défaites et une moyenne de 3,52 en 166 manches et un tiers lancées lors de 30 départs. Il mène les lanceurs de la Ligue nationale pour les buts-sur-balles accordés à l'adversaire, avec 84.
Lanceur partant des Pirates pendant 4 saisons entières de 2013 à 2015, il alterne entre ce rôle et celui de lanceur de relève en 2016. En 6 ans à Pittsburgh, Locke maintient une moyenne de points mérités de 4,41 en 644 manches et un tiers lancées, avec 35 victoires et 38 défaites en 123 matchs, dont 110 comme lanceur partant.
Il signe un contrat avec les Marlins de Miami pour la saison 2017.